# Amin (Name)
Amin, auch al-Amin arabisch الأمين, DMG al-Amīn, ist ein arabischer Name mit der Bedeutung „gewissenhaft“ oder „vertrauenswürdig“. In englischer Umschrift wird er oft als Ameen wiedergegeben.

## Varianten
- Amina, weiblicher Name
- Amine, Vorname des französischen Fußballspielers Amine Harit
- Emin, männlicher Vorname im Türkischen, Armenischen und Aserbaidschanischen
- Lamin und Lamine in Westafrika

## Namensträger

### Vorname
- Ameen Saleem (* 1979), US-amerikanischer Jazzmusiker
- Amin Maalouf (* 1949), französischer Schriftsteller libanesischer Herkunft
- Amin Gemayel (* 1942), ehemaliger Staatspräsident des Libanon
- Amine Harit (* 1997), marokkanischer Fußballspieler
- Amin Younes (* 1993), deutscher Fußballspieler mit libanesischer Herkunft

### Familienname
- al-Amīn (Abbaside) (787–813), sechster abbasidischer Kalif
- Adnan Z. Amin, kenianischer Diplomat
- Ahmad Amin (1886–1954), ägyptischer Philosoph, Schriftsteller und Reformist
- Ahmad Amin (* 1994 oder 1995), deutschsprachiger Rapper
- Amirul Haque Amin (* 1961), Gewerkschaftsführer in Bangladesch
- Amrin Amin (* 1978), singapurischer Politiker
- Anam Amin (* 1992), pakistanische Cricketspielerin
- Angela Amin (* 1953), brasilianische Politikerin
- Ayten Amin (* 1978), ägyptische Drehbuchautorin und Filmregisseurin
- Banu Amin (1895–1983), iranische Rechtswissenschaftlerin und Theologin
- Bassem Amin (* 1988), ägyptischer Großmeister im Schach
- Fuad Amin (* 1972), saudi-arabischer Fußballspieler
- Hafizullah Amin (1929–1979), afghanischer Präsident
- Hamdi al-Amin (* 1997), katarischer Hochspringer
- Hassan Amin (* 1991), afghanischer Fußballspieler
- Hattan Amin (* 1991), saudi-arabischer Fußballspieler
- Idi Amin (1928–2003), ugandischer Diktator
- Jamal Amin, kuwaitischer Fechter
- Jehangoo Amin (* 1917), indischer Radrennfahrer
- Khalid El-Amin (* 1979), US-amerikanischer Basketballspieler
- Majid Hamad Amin Jamil, irakischer Politiker
- Ma’ruf Amin (* 1943), indonesischer Politiker, islamischer Geistlicher und Dozent
- Mohamed Amin (Boxer) (* 1913), ägyptischer Boxer
- Mohamed Amin, ägyptischer Fußballspieler
- Mohamed Ali Amin (* 1990), bangladeschischer Weitspringer
- Mohamed Salah Amin (* 1947), ägyptischer Boxer
- Mohammad Amin (* 1980), saudi-arabischer Fußballspieler
- Mohammed al-Amin, König von Tunesien
- Mohanad Salem Al-Amin (* 1985), Fußballspieler der Vereinigten Arabischen Emirate
- Nashrul Amin (* 1997), singapurischer Fußballspieler
- Nawaz Amin (* 1975), bangladeschischer Tennisspieler
- Nazem Amin (* 1935), libanesischer Ringer
- Neda Amin (* 1984), iranische Journalistin
- Nora Amin (* 1970), ägyptische Schriftstellerin, Performancekünstlerin, Tänzerin und Choreografin
- Norhasikin Amin (* um 1975), malaysische Badmintonspielerin
- Nurul Amin (1893–1974), pakistanischer Politiker und Premierminister 1971
- Peyman Amin (* 1971), deutscher Fernsehmoderator
- Qāsim Amīn (1863–1908), ägyptischer Jurist
- Rizgar Muhammad Amin (* 1957), irakischer Jurist
- Salah Amin (* 1981), ägyptischer Fußballspieler
- Samir Amin (1931–2018), ägyptischer Ökonom
- Twana Amin (* 1981), kurdisch-irakischer Autor, Übersetzer und Journalist
- Wjatscheslaw Amin (* 1976), kirgisischer Fußballspieler

#### Variante Ameen/Améen
- Aml Ameen (* 1985), britischer Theater-, Film- und Fernsehschauspieler
- Märta Améen (1871–1940), schwedische Bildhauerin und Malerin
- Ramsey Ameen (1945–2019), US-amerikanischer Jazzgeiger
- Robby Ameen (* 1960), US-amerikanischer Jazzmusiker
- Sidra Ameen (* 1992), pakistanische Cricketspielerin